# Nikšići
Nikšići su naselje u Hrvatskoj u sastavu Grada Vrbovskog. Nalaze se u Primorsko-goranskoj županiji.

## Zemljopis
Sjeverozapadno su Bunjevci i Vukelići, južno i jugoistočno su Moravice, jugozapadno su Donji Vučkovići, istočno-sjeveroistočno su Dragovići, jugoistočno su Jakšići i Dokmanovići.

## Stanovništvo
| broj stanovnika | 97    |       | 88    | 79    | 78    | 107   | 94    | 95    | 62    | 61    | 63    | 39    | 26    | 33    | 41    | 30    | 23    |
|                 | 1857. | 1869. | 1880. | 1890. | 1900. | 1910. | 1921. | 1931. | 1948. | 1953. | 1961. | 1971. | 1981. | 1991. | 2001. | 2011. | 2021. |